# Bella Union
Bella Union ist ein britisches Independent-Label, das 1997 von Robin Guthrie und Simon Raymonde gegründet wurde. Die beiden waren bereits vorher gemeinsam Bandmitglieder bei Cocteau Twins und hatten ihre Alben bisher bei dem britischen Label 4AD veröffentlicht, bevor sie beschlossen, einen Schritt in Richtung Unabhängigkeit zu gehen und ihre eigene Plattenfirma Bella Union zu gründen, mit der sie nun ihre eigene Arbeit sowie Kollaborationen aller Art nach ihren eigenen Vorstellungen produzieren und vermarkten konnten. Kurze Zeit später lösten sich allerdings die Cocteau Twins auf, aber die ehemaligen Bandmitglieder Robin Guthrie und Simon Raymonde setzten ihre Zusammenarbeit fort und vertrieben unter diesem Label auch ihre Solowerke.
Einer der ersten Bands, die unter Vertrag genommen wurde, war das australische Post-Rock-Trio Dirty Three, das bis heute bei Bella Union veröffentlicht. Andere frühe Vertragsnehmer waren Françoiz Breut und The Czars. Das Label förderte Bands aus den unterschiedlichsten musikalischen Genres und wurde bald bekannt für den hohen Grad an künstlerischer Freiheit, den die Bands genossen. 2000 zog sich Robin Guthrie nach Frankreich zurück, um sich auf seine Soloprojekte zu konzentrieren, so dass Simon Raymonde allein die Geschäftsführung übernahm. Seitdem wurden vermehrt außergewöhnliche Acts wie Laura Veirs, Lift to Experience und Explosions in the Sky unter Vertrag genommen. 2006 hatte das Label sein bisher erfolgreichstes Jahr mit den großen Erfolgen von Midlake, The Dears, Howling Bells und Fionn Regan. 2007 konnte das Label sein 10-jähriges Jubiläum feiern.

## Bands bei Bella Union
- 2:54
- Aerial
- Al Brooker
- Art of Fighting
- The Autumns
- Beach House
- Bikini-Atoll
- Bonnevill
- C Duncan
- The Chicharones
- Cocteau Twins
- The Czars
- The Dears
- Decoder Ring
- Departure Lounge
- Devics
- Dirty Three
- Dustin O’Halloran
- Explosions in the Sky
- Fionn Regan
- Fleet Foxes
- Françoiz Breut
- Garlic
- Gwei-Lo
- Howling Bells
- Jack Dangers
- Jetscreamer
- John Grant
- Josh Martinez
- Josh Pearson
- Kid Loco
- The Kissaway Trail
- Laura Veirs
- Lift to Experience
- Lisa Dewey
- Mandarin
- Mazarin
- Midlake
- My Latest Novel
- Nanaco
- Our Broken Garden
- Paul Marshall
- Peter von Poehl
- Robert Gomez
- Robin Guthrie
- Rothko
- Russell Mills
- Simon Raymonde
- Sing Sing
- Sneakster
- Stephanie Dosen
- Trespassers William
- The Venue
- Violet Indiana
- The Wave Room